# (100532) 1997 CB17
(100532) 1997 CB17 es un asteroide perteneciente al cinturón de asteroides, descubierto el 6 de febrero de 1997 por Takao Kobayashi desde el Observatorio de Ōizumi, Ōizumi, Japón.

## Designación y nombre
Designado provisionalmente como 1997 CB17.

## Características orbitales
1997 CB17 está situado a una distancia media del Sol de 2,603 ua, pudiendo alejarse hasta 2,885 ua y acercarse hasta 2,321 ua. Su excentricidad es 0,108 y la inclinación orbital 6,518 grados. Emplea 1534,61 días en completar una órbita alrededor del Sol.

## Características físicas
La magnitud absoluta de 1997 CB17 es 15,8.